# 엔친
엔친(일본어: 円珍 えんちん[*], 814년 4월 8일~891년 12월 4일))은 일본 헤이안 시대의 천태종의 승려이다. 천태사문종(사문파)의 종조. 시호는 지증대사(智証大師, 智證大師, ちしょうだいし)이며 법호(法号)는 나무대사지혜금강(南無大師智慧金剛)이다. 당에 들어가 불법을 배우고 돌아온 여덟 명의 승려를 뜻하는 입당팔가 중 한 명으로 꼽힌다.

## 생애
고닌 5년(814년) 사누키 국(가가와 현) 가네쿠라 향(金倉鄕)에서 태어났다. 다도 군 히로타 향(弘田郷)의 호족 · 사에키 가문의 사람이었다. 속성(俗姓)은 와키(和氣). 자는 원새(遠塵). 구카이(고보 대사)의 조카(또는 조카의 아들)에 해당한다. 생가는 센토지(善通寺)에서 4km 거리에 위치한다. 어려서부터 경전에 익숙하였던 그는 15세에 히에이 산에 올라 의진(義真)에게서 배웠으며, 12년 동안 산속에서 수행하였다.
845년 슈겐도 창시자 엔노 오즈누의 행적을 따라 오미네산과 가쓰라기산(葛城山)과 구마노 3산을 순례하고 슈겐도의 발전에 기여한다. 846년 엔랴쿠지의 학두(学頭)가 되었다. 닌주853년 신라 상선을 타고 당나라로 향하던 도중에 폭풍을 당해 타이완섬에 표류하기도 하였다.
858년에는 당나라의 상선을 타고 일본으로 귀국하였다. 귀국 후 잠시 긴초지(金倉寺)에 머무르며 사원의 정비를 실시한 것으로 보인다. 그 후, 히에이산의 산노인(山王院)에 거주하고 868년 엔랴쿠지 제5대 좌주가 된다. 이에 앞서 859년에 미이데라 장리인 벳토에 보임되고, 미이데라를 전법관정도량으로 삼았다. 훗날 히에이 산이 산문파에 의해 점거되면서 미데이라는 사문파의 거점이된다.
891년에 78세의 나이로 사망하였다. 미이데라에는 엔친 자신이 감득했다는 황부동(黃不動), 신라명신상(新羅明神像) 등의 미술품 외에 엔친의 손에 의한 문서가 다수 남아 있어 일본미술사 상으로도 주목할만 하다.
미이데라에 소장된 신라명신상의 경우 엔친이 귀국하는 길에 바다 위에서 풍랑을 만났을 때, 엔친의 앞에 붉은 옷을 입고 흰 화살을 든 백발의 노인이 나타나 자신을 신라명신(新羅明神)이라 소개하며 그의 바닷길을 호지(護持)하였다는 데서 유래하여, 엔친이 자신의 바닷길을 수호한 신의 모습을 나무로 깎아 만들고 미이데라에 봉안한 것이라고 전해지고 있다. 사찰 경내에는 신라명신을 모신 신라선신당(新羅善神堂)이 남아 있으며, 사찰을 수호하는 다섯 명신의 하나로 꼽혔다. 미나모토노 요리요시(源賴義)의 셋째 아들인 요시미쓰(源義光)가 이곳에서 관례의 하나인 원복을 행하고 신라사부로 요시미쓰(新羅三郎義光)라 칭하였다는 일화가 유명하다.

## 저작
저서는 90종을 헤아리며, 엔친의 가르침을 알 수 있는 저작인 《법화론기》(法華論記) 《수결집》(授決集) 외, 자신이 쓴 당나라 여행기 《행력초》(行歴抄) 등이 유명하다. 《지증대사전집》 3권이 있다. 《행력초》는 같은 입당구법승이었던 엔사이(圓載)와의 불화가 묘사되어 있다.

## 초상

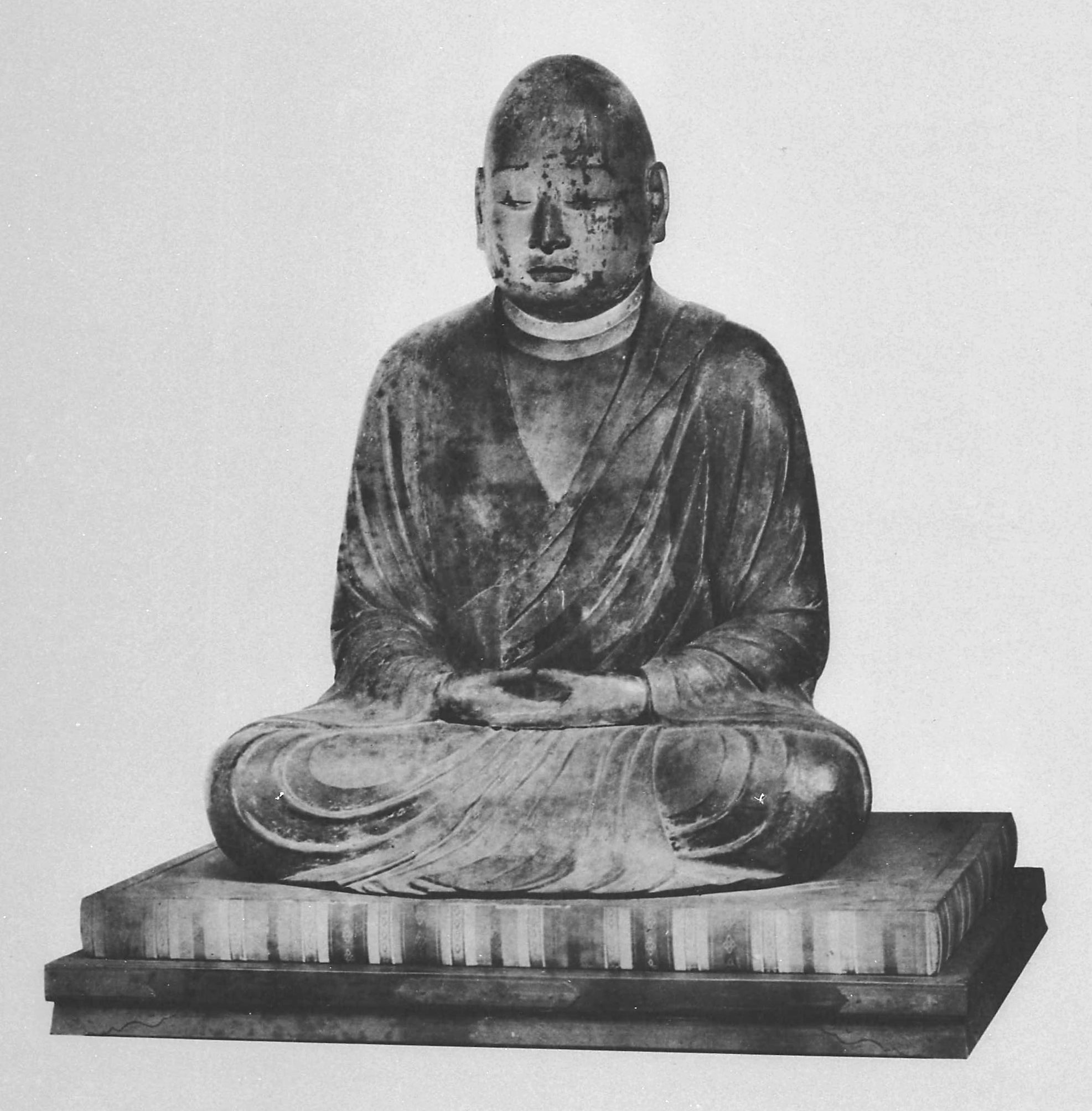
일본 국보 지증대사상(중존대사), 미이데라 소장. 헤이안 시대의 작품이다.

엔친은 온조지에서 종조로 존숭되고 성전에는 국보의 동상을 비롯해 많은 엔친의 상이 전해진다. 온조지의 당원(唐院)의 대사상(大師堂)에는 中尊大師, 御骨大師라고 칭하는 두 명의 지증대사상이 있으며 모두 일본의 국보로 지정되어 있다. 모두 두상의 윤곽이 달걀형을 닮은 독특한 풍모로 묘사되어 있다는 특징이 있다. 이는 레이가이(霊蓋)이라고 하며 일본의 좌도밀교에서는 미래를 예견할 수 있는 능력을 갖추고 있다 하여 매우 추앙했다. 반면 그 영험한 힘을 얻기 위해 공격당하는 경우도 있었으므로 입당 때에 그에게 특히 조심하기를 당부하기도 했다고 한다.

## 엔친의 글

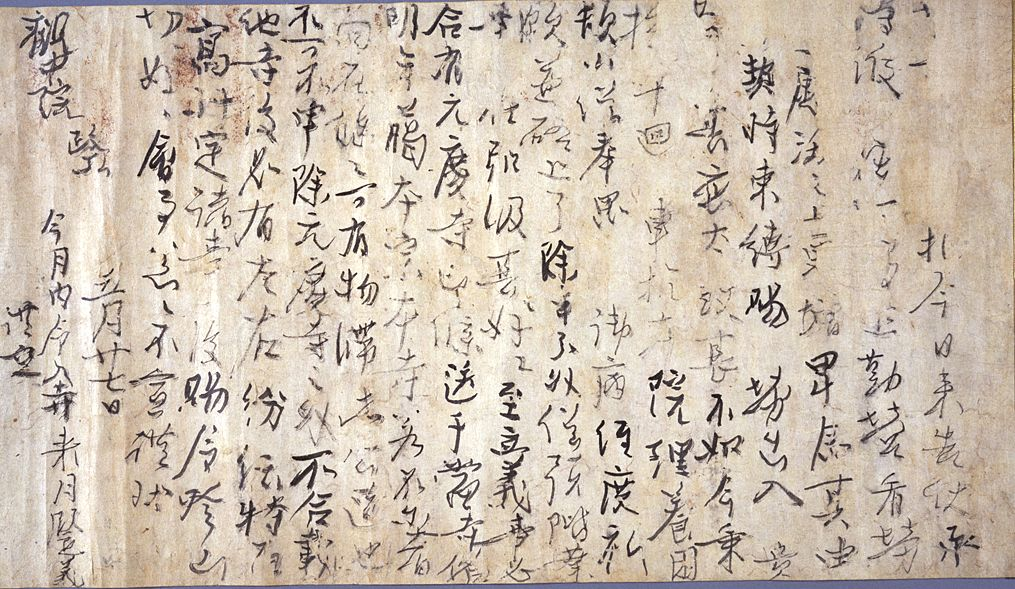
엔친의 자필 서신. 승정 헨조 앞으로 보낸 편지로 알 수 없는 년도에 5월 27일에 보낸 것으로 되어 있다. 도쿄 국립박물관 소장. (국보 「엔친 관계 문서」중)

서풍은 시든 나뭇가지 같다는 평가를 받기도 하는 독특한 서체가 특징이다. 엔친의 친필은 20여 점이 현존하고 있으며, 그 대표적인 것은 다음과 같다.
- 승정 헨조(遍照) 앞으로 보내는 엔친의 서신(일본의 국보)

도쿄 국립박물관이 소장하고 있는 국보 〈엔친 관계 문서〉에 포함되어 있다. 고금화가집의 시인으로 헤이안 6가선(歌仙)의 한 사람으로 꼽히는 헨조 승정에게 보낸 답신으로 년도는 알 수 없으나 5월 27일이라는 월일만이 알려져 있다. 엔친이 말년에 보낸 편지로 추정된다. 고풍스러우며 날렵한 서체이다.
- 청전법공험주장안(請伝法公験奏状案, 일본의 국보)

온조지가 소장한 국보 〈지증대사 관계 문서 전적〉에 포함되어 있다. 당에 들어갔다가 귀국한 뒤 종교 활동을 위한 공험(公験, 인증서)를 청구하기 위해 조정에 제출 한 서안이다. 조간(貞観) 5년(863년) 11월 13일이라는 날짜가 있다. 서풍은 행서풍의 특색있는 해서체이다.

## 참고 문헌
- 佐伯有清 (1990년 1월 1일). 《円珍》. 吉川弘文館.
- 小林隆彰 (1991). 《智証大師円珍》. 東方出版. ISBN 4885912547.
- 小山田和夫 (2013년 12월 2일). 《智証大師円珍の研究》. 吉川弘文館. ISBN 9784642042352.
- 佐伯有清 (2013년 12월 2일). 《智証大師伝の研究》. 吉川弘文館. ISBN 9784642042345.
- 기무라 보쿠도(木村卜堂) 편저 《일본과 중국의 서사》- 사단법인 일본서작가협회 발행
- 小野勝年 (1982년 5월). 《入唐求法行歴の研究》 2판. 法藏館.
- 鈴木正信 (2015년 12월). 《円珍俗姓系図》. 大和書房.